# Sembawang
Sembawang – stacja naziemna Mass Rapid Transit (MRT) na North South Line w Singapurze. Stacja znajduje się w części zwanej Sembawang.